# بنیتو مارتینز (هنرمند)
بنیتو مارتینز (انگلیسی: Benito Martinez؛ زاده ۲۸ ژوئن ۱۹۷۱) یک هنرپیشه اهل ایالات متحده آمریکا است. وی از سال ۱۹۸۸ میلادی تاکنون مشغول فعالیت بوده‌است.
از فیلم‌ها یا برنامه‌های تلویزیونی که وی در آن نقش داشته است می‌توان به دختر میلیون دلاری، اره، غیرقابل فکر، شیوع و سرزمین خشک اشاره کرد.